# Grêmio Foot-Ball Porto Alegrense
Il Grêmio Foot-Ball Porto Alegrense, noto semplicemente come Grêmio, è una società calcistica brasiliana con sede a Porto Alegre, nel Rio Grande do Sul. Milita nella Série A brasiliana e nel Campionato Gaúcho, il campionato statale del Rio Grande do Sul.
Fondato il 15 settembre 1903, è uno dei club brasiliani con maggior seguito e tradizione. Il palmarès del Grêmio include 3 Coppe Libertadores, una Coppa Intercontinentale, 2 campionati brasiliani, 5 Coppe del Brasile, una Supercoppa del Brasile, 43 Campionati Gaúchi, una Coppa Gaúcha e 5 Recope Gaúcha.
Il Grêmio figura attualmente alla posizione numero undici nella classifica della CBF (la federcalcio brasiliana), e quinto nella classifica continentale della CONMEBOL dietro al Palmeiras e al Flamengo. Esiste una grandissima rivalità tra il Grêmio e l'altra squadra di Porto Alegre, l'Internacional. Il derby a cui danno vita le due formazioni è noto come Grenal. La divisa è a strisce azzurre, bianche e nere, i pantaloncini sono neri e i calzettoni bianchi. Disputa le partite di casa all'Arena do Grêmio.

## Storia

### Fondazione e primi anni

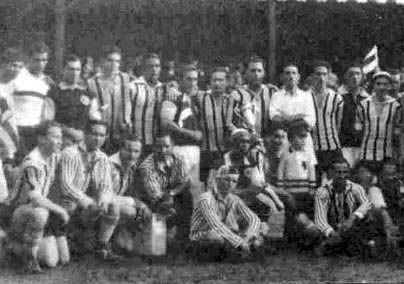
La formazione vincitrice del campionato statale nel 1931.

Il 7 settembre 1903 lo Sport Club Rio Grande, la prima società calcistica brasiliana, disputò una gara dimostrativa a Porto Alegre. Cândido Dias, un imprenditore di Sorocaba, stato di San Paolo, guardando l'incontro si innamorò di quella nuova disciplina. Durante la gara, il pallone si sgonfiò. Essendo Dias il proprietario dell'unico altro pallone da calcio in tutta Porto Alegre, lo prestò ai giocatori, cosicché il match venne ripreso. Al termine dell'incontro, chiese ai giocatori di spiegargli le regole precise del calcio; inoltre, si fece dare istruzioni su come fondare un club.
Il 15 settembre 1903 32 persone, tra le quali Cândido Dias, si incontrarono al ristorante Salão Grau e fondarono una società. Carlos Luiz Bohrer venne eletto primo presidente. Nello stesso giorno, venne fondato un altro club, il Fussball Club Porto Alegre. Il Grêmio e il Fussball Club Porto Alegre erano stati fondati entrambi per attirare la comunità tedesca di Porto Alegre. Il 16 marzo 1904, al Parque da Várzea, il Grêmio batté il Porto Alegre 1-0, diventando in seguito a tale risultato la squadra preferita dalla comunità tedesca. L'esclusività del club si rispecchiò in seguito nelle limitazioni razziali imposte sui giocatori. I rivali dell'Internacional aprirono le porte ai neri molto prima, negli anni venti, comunque non subito, essendo il Nal nato nel 1909.
Nel 1919 il Grêmio fu uno dei fondatori della "Fundação Rio-Grandense de Desportes" (Fondazione Sportiva del Rio Grande). Nel 1921, un anno dopo l'arrivo del portiere Eurico Lara, il Grêmio vinse per la prima volta il campionato Gaúcho, per poi ripetersi l'anno dopo.

### Anni 1980: primi titoli nazionali e internazionali
Il 3 maggio 1981 il Grêmio conquistò il suo primo Campionato nazionale, dopo aver superato il San Paolo nella finale giocata al Morumbi di San Paolo.
Due anni dopo, nel 1983, arrivò il primo titolo internazionale per il Grêmio, che sconfisse gli uruguagi del Peñarol nella finale di Coppa Libertadores. Nello stesso anno il Grêmio si portò a casa anche la Coppa Intercontinentale con la vittoria sull'Amburgo, squadra tedesca campione d'Europa in carica, per 2-1. In occasione di quella vittoria, a Porto Alegre i tifosi del Grêmio cominciarono a ripetere la celebre frase: "La Terra è blu". Un'altra celebre frase creata dai tifosi gremisti quando il club si laureò campione del mondo è "Nada pode ser maior" ("Nulla può essere maggiore"). Poco dopo aver vinto l'Intercontinentale, il Grêmio sconfisse i messicani dell'América a Los Angeles, vincendo la Los Angeles Cup (la Coppa Interamericana).
Nel 1989 il Grêmio conquistò la prima edizione della Coppa del Brasile, umiliando il Flamengo per 6-1 nella gara di ritorno della semifinali, e battendo lo Sport Recife nella doppia finale.

### Anni 1990: retrocessione in Serie B, risalita e nuove vittorie
Due anni dopo, nel 1991, il Grêmio, dopo una stagione molto negativa, venne retrocesso in Serie B per la prima volta nella sua storia. Nel 1993, dopo due anni di purgatorio, la squadra fece ritorno in prima divisione. L'anno seguente arrivò la seconda vittoria nella Coppa nazionale, con la vittoria sul Ceará nelle due finali.

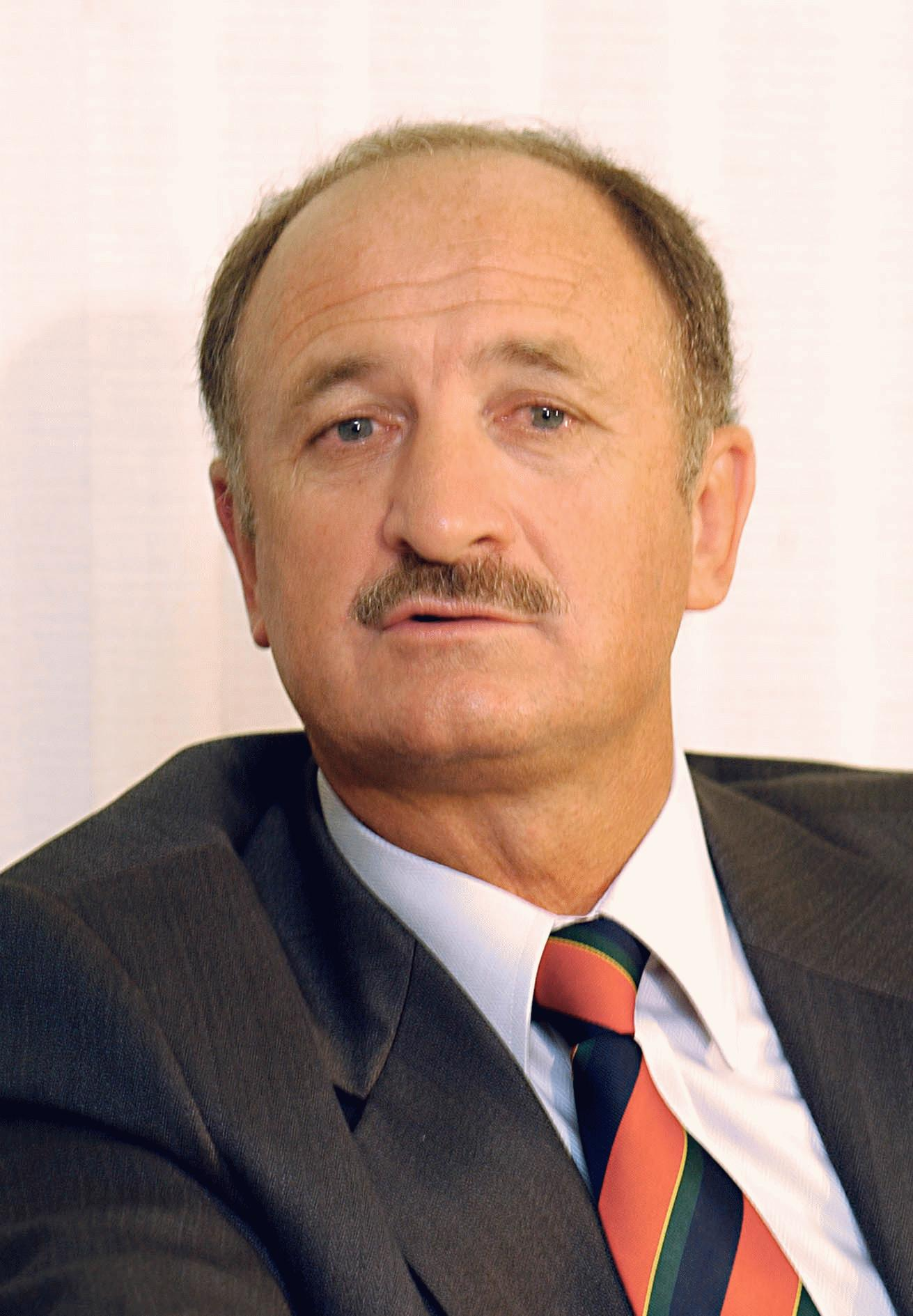
Luiz Felipe Scolari, l'allenatore del successo in Coppa Libertadores nel 1995.

Nel maggio 1995 il team, guidato da Luiz Felipe Scolari, raggiunse la finale di Coppa del Brasile, perdendo però contro il Corinthians. In agosto, pochi giorni dopo che le riserve avevano vinto il campionato statale battendo l'Internacional, il Grêmio conquistò la Coppa Libertadores, vincendo in finale con i colombiani dell'Atlético Nacional. Nel dicembre dello stesso anno il Grêmio disputò la Coppa Intercontinentale: rimasti in 10 per l'espulsione di un giocatore, i brasiliani si arresero all'Ajax solo ai calci di rigore.
Il 15 dicembre 1996, la squadra portoalegrense vinse il suo secondo campionato brasiliano, battendo in finale la Portuguesa. L'anno dopo arrivò la terza Coppa del Brasile: nella doppia finale il Grêmio, opposto al Flamengo, con lo 0-0 di Porto Alegre e il 2-2 di Rio de Janeiro uscì vittorioso grazie ai gol segnati in trasferta.

### Anni 2000: vittoria della 4ª coppa nazionale, nuova retrocessione e immediata risalita
Nel 2001 il Grêmio vinse la sua quarta Coppa del Brasile, battendo nella doppia finale il Corinthians. La prima delle due gare, tenutasi a Porto Alegre, si chiuse sul punteggio di 2-2, mentre il ritorno, a San Paolo, in casa del Corinthians, vide la vittoria del Grêmio per 3-1. Tre anni dopo, nel 2004, dopo una stagione alquanto negativa, il Grêmio chiuse all'ultimo posto in campionato, retrocedendo così per la seconda volta in Série B.
Il 26 novembre 2005, allo stadio dos Aflitos di Recife, la squadra riuscì a battere il Náutico per 1-0. La particolarità sta nel fatto che quattro giocatori del Grêmio erano stati espulsi e che il Náutico aveva sbagliato due rigori, uno calciato sul palo da Bruno Carvalho e uno parato del portiere bianco-nero-azzurro Galatto. La rete decisiva venne segnata da Anderson, in quella che è oggi nota come A Batalha dos Aflitos ("La battaglia degli afflitti"). Il Grêmio vinse così il torneo brasiliano di seconda divisione, guadagnando la promozione in Série A.
Il 9 aprile 2006, allo stadio Beira-Rio, in casa dell'Internacional, il Grêmio vinse il campionato Gaúcho battendo gli arcirivali e impedendo loro di vincere il quinto titolo di fila. Nel 2007, all'stadio Olímpico Monumental, il Grêmio conquistò il suo 35º campionato statale, battendo in finale la Juventude. Nello stesso anno raggiunse le finali di Coppa Libertadores, perdendo però entrambe le gare (punteggi di 2-0 e 3-0) contro il Boca Juniors.

### Anni 2010: la terza Copa Libertadores
Dopo diversi anni di digiuno a livello nazionale e internazionale, nel 2016 il Grêmio ha vinto la sua quinta Coppa del Brasile. Il 29 novembre 2017, a ventidue anni di distanza dall'ultima volta, il club ha conquistato la terza Coppa Libertadores della sua storia, superando in finale gli argentini del Lanús (1-0 e 2-1). Il tecnico Renato Portaluppi è diventato l'unico brasiliano ad aver conquistato il trofeo sia da giocatore che da allenatore (in entrambi i casi con il Grêmio).
Nel 2019 gli Imortal Tricolor arrivano fino alle semifinali sia della Coppa Nazionale che della Copa Libertadores, venendo eliminati nel primo caso dall'Athletico Paranaense, e nel secondo caso dal Flamengo, futuri vincitori delle due competizioni.

### Anni 2020: la terza retrocessione e l’immediata risalita
Nel campionato 2020 il Gremio non riesce a lottare per le posizioni di vertice (complice anche l’elevato numero di pareggi, ben 17), e ottiene il 6º posto finale. In Copa Libertadores viene eliminato ai quarti di finale dal Santos (futura finalista del torneo), mentre più fortunata è l'avventura in Coppa del Brasile. La squadra raggiunge infatti la finale, ma viene sconfitta 2-0 dal Palmeiras.
Il 2021 si rivela un vero e proprio annus horribilis, nonostante la presenza di diversi giocatori di ottimo livello (tra tutti lo juventino Douglas Costa, l'ex-Bayern Rafinha e Diego Souza). Il Gremio viene eliminato dalla Copa Libertadores già al terzo turno preliminare per mano dei modesti ecuadoriani dell'Independiente del Valle e retroced in Copa Sudamericana. L’Imortal Tricolor domina il proprio girone, ma il cammino si ferma agli ottavi di finale per mano della ecuadoriana LDU Quito. In Coppa Nazionale la squadra arriva fino ai quarti di finale, eliminata dal Flamengo con un 6-0 complessivo tra andata e ritorno. In campionato il Gremio ottiene una lunga serie di risultati negativi, rimanendo per tutto l'arco della stagione in zona retrocessione, ma tenta una miracolosa salvezza nel finale di stagione, ottenendo 17 punti nelle ultime nove partite (5 vittorie, 2 pareggi e 2 sconfitte). All'ultima giornata, nonostante la vittoria contro i campioni in carica dell'Atletico Mineiro e i 43 punti finali, l’Imortal Tricolor viene condannato dalla contemporanea vittoria della Juventude contro il Corinthians, retrocedendo per la terza volta nella sua storia, a soli 4 anni di distanza dalla vittoria della Copa Libertadores.
L'anno successivo la squadra viene affidata all’allenatore Roger Machado, con l’obbiettivo di ritornare subito in massima serie. Sotto la sua guida il Gremio, nonostante un avvio un po' stentato, riesce ad occupare le posizioni senza troppa difficoltà, anche grazie ad alcuni importanti calciatori tesserati a metà campionato, tra cui Lucas Leiva. A seguito delle dimissioni di Machado, avvenute il 1º settembre, torna in panchina lo storico mister Renato Portaluppi, che trascina la squadra fino all'aritmetica promozione in Série A con due gare di anticipo. 
Nel gennaio 2023 viene ingaggiata la stella uruguaiana Luis Suárez, che riaccende l'entusiasmo dei tifosi per l'anno del ritorno nell'élite del calcio brasiliano. La stagione della risalita in Serie A si rivela strepitosa, con la squadra che si ritrova rapidamente nelle posizioni di vertice, riuscendo anche ad inserirsi tra le pretendenti alla vittoria del campionato nelle ultime giornate. Il club di Porto Alegre alla fine conclude la stagione da neopromosso con un sorprendente 2º posto, a due soli punti di distanza dai campioni del Palmeiras. L'Imortal Tricolor ottiene ottimi risultati anche in Coppa del Brasile, dove giunge fino alle semifinali, venendo però sconfitto all'andata e al ritorno dal Flamengo.

## Cronistoria

### Piazzamenti nel campionato brasiliano
| Anno | Posizione | Anno | Posizione | Anno | Posizione | Anno | Posizione | Anno | Posizione | Anno | Posizione |
| ---- | --------- | ---- | --------- | ---- | --------- | ---- | --------- | ---- | --------- | ---- | --------- |
| 1971 | 6°        | 1981 | 1º        | 1991 | 19°       | 2001 | 5°        | 2011 | 12°       | 2021 | 17°       |
| 1972 | 10°       | 1982 | 2°        | 1992 | Série B   | 2002 | 3°        | 2012 | 3°        | 2022 | Série B   |
| 1973 | 5°        | 1983 | 14°       | 1993 | 11°       | 2003 | 20°       | 2013 | 2°        | 2023 | Série A   |
| 1974 | 5°        | 1984 | 3°        | 1994 | 11°       | 2004 | 24°       | 2014 | 7°        |      |           |
| 1975 | 14°       | 1985 | 18°       | 1995 | 15°       | 2005 | Série B   | 2015 | 3°        |      |           |
| 1976 | 6°        | 1986 | 16°       | 1996 | 1º        | 2006 | 3°        | 2016 | 9°        |      |           |
| 1977 | 13°       | 1987 | 5°        | 1997 | 14°       | 2007 | 6°        | 2017 | 4°        |      |           |
| 1978 | 6°        | 1988 | 4°        | 1998 | 8°        | 2008 | 2°        | 2018 | 4°        |      |           |
| 1979 | 22°       | 1989 | 11°       | 1999 | 18°       | 2009 | 8°        | 2019 | 4°        |      |           |
| 1980 | 6°        | 1990 | 3°        | 2000 | 4°        | 2010 | 4°        | 2020 | 6°        |      |           |

## Simboli

### Mascotte
La mascotte del Grêmio, creata dal vignettista Pompeo, è un moschettiere (non dissimile dai tre moschettieri di Alexandre Dumas) che veste la divisa della squadra. Il personaggio, soprannominato semplicemente Mosqueteiro ("moschettiere" in portoghese), venne adottato come mascotte ufficiale nel 1946.

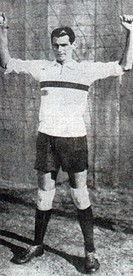
Eurico Lara

### Inno
L'inno del Grêmio è, tra tutti quelli delle squadre brasiliane, se si escludono gli inni delle squadre di Rio de Janeiro (tutti composti da Lamartine Babo), l'unico ad essere stato musicato da un rinomato compositore, Lupicínio Rodrigues. Caratterizzato da una vivida e allegra melodia, l'inno presenta i celebri versi: Até a pé nós iremos / para o que der e vier / mas o certo é que nós estaremos / com o Grêmio onde o Grêmio estiver (Anche a piedi andremo / oltre ogni ostacolo / ma è certo che saremo / con il Grêmio ovunque il Grêmio sarà). Nell'inno i tifosi affermano come il Grêmio, ovunque abbia giocato, non sia mai rimasto senza i suoi sostenitori.
Eurico Lara, un portiere che tra gli anni venti e trenta giocò per il Grêmio, è menzionato nell'inno come craque imortal ("Idolo immortale").
Nel 1935, durante un derby di Porto Alegre, Eurico Lara causò un calcio di rigore. Proprio quando un giocatore dell'Internacional stava per tirare, Eurico venne richiamato da suo fratello, che gli rammentò le raccomandazioni del medico a non sovraffaticarsi. Ma Eurico non lo stette a sentire. Quindi il giocatore dell'Internacional calciò il rigore. Lara lo parò, ma come lo fece cadde di fianco, immobile. Venne sostituito dopo il prodigioso salvataggio, ma morì due settimane dopo a causa dello sforzo. Da allora il nome di Lara è stato reso "immortale", essendo citato nell'inno ufficiale del Grêmio.

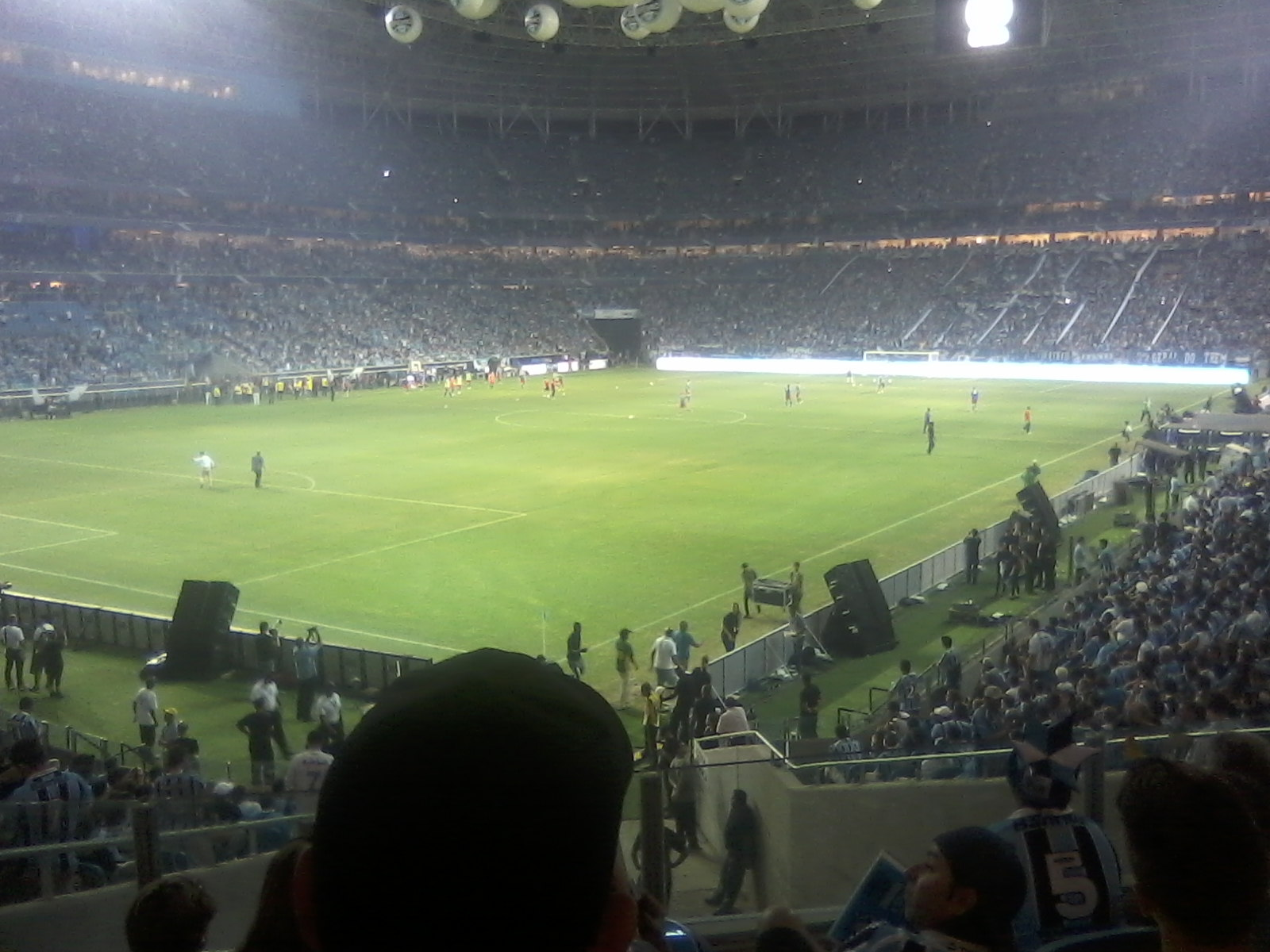
L'interno dell'Arena do Grêmio nella partita inaugurale.

### Soprannomi
I tifosi e i media hanno soprannominato il Grêmio Imortal ("Immortale"), in quanto la squadra ha una tradizione di gare e campionati vinti negli ultimi minuti, o quando le speranze sembravano perse.
Si possono citare vari esempi nella storia del club di partite in cui la squadra non era affatto favorita o aveva giocatori espulsi, e riuscì lo stesso a vincere. Altre volte il team, quando stava perdendo, riuscì a segnare negli ultimissimi minuti e a vincere (alcuni esempi sono il Gre-Nal del 1935, la Batalha dos Aflitos ("La battaglia degli afflitti", partita nella quale il Grêmio, obbligato a vincere per essere promosso in serie A nella stagione seguente, riuscì a vincere con un gol al 96' con 3 uomini in meno, contro il Nautico, fuori casa) del 2005 e la finale del Campionato brasiliano 1996 contro la Portuguesa).

## Strutture

### Stadio
Il Grêmio gioca le sue partite casalinghe all'Arena do Grêmio, inaugurato l'8 dicembre 2012 in un'amichevole contro l'Amburgo.
L'impianto ha sostituito lo Estádio Olímpico Monumental, inaugurato il 19 settembre 1954, con il nome di "Estádio Olímpico". La prima gara all'Estádio Olímpico vide opposti il Grêmio e il Nacional Montevideo. Il Grêmio vinse per 2-0: le due reti nello stadio realizzate da Vitor, che così entrò nella storia come primo marcatore nell'Olímpico.

## Organico

### Rosa
Aggiornata al 15 febbraio 2025.
| N. |                      | Ruolo | Calciatore         |
| -- | -------------------- | ----- | ------------------ |
| 1  | Brasile (bandiera)   | P     | Tiago Volpi        |
| 4  | Argentina (bandiera) | D     | Walter Kannemann   |
| 5  | Brasile (bandiera)   | D     | Rodrigo Ely        |
| 6  | Brasile (bandiera)   | D     | Reinaldo           |
| 7  | Venezuela (bandiera) | A     | Yeferson Soteldo   |
| 8  | Uruguay (bandiera)   | C     | Felipe Carballo    |
| 9  | Danimarca (bandiera) | A     | Martin Braithwaite |
| 12 | Brasile (bandiera)   | P     | Gabriel Chapecó    |
| 13 | Brasile (bandiera)   | C     | Everton Galdino    |
| 14 | Brasile (bandiera)   | C     | Nathan             |
| 17 | Brasile (bandiera)   | C     | Dodi               |
| 18 | Brasile (bandiera)   | D     | João Pedro         |

| N. |                     | Ruolo | Calciatore         |
| -- | ------------------- | ----- | ------------------ |
| 20 | Paraguay (bandiera) | C     | Mathías Villasanti |
| 23 | Brasile (bandiera)  | D     | Pepê               |
| 31 | Brasile (bandiera)  | P     | Caíque             |
| 32 | Brasile (bandiera)  | D     | Nathan Fernandes   |
| 35 | Brasile (bandiera)  | C     | Ronald             |
| 36 | Brasile (bandiera)  | C     | Natã               |
| 45 | Brasile (bandiera)  | D     | Mila               |
| 53 | Brasile (bandiera)  | D     | Gustavo Martins    |
| 77 | Brasile (bandiera)  | A     | André Henrique     |
| 95 | Brasile (bandiera)  | C     | Riquelme Freitas   |
| 99 | Uruguay (bandiera)  | A     | Cristian Olivera   |

### Staff tecnico
- Allenatore:  Mano Menezes
- Direttore tecnico:  Luiz Felipe Scolari

## Giocatori

### Heróis tricolores
- Adílson Batista
- Ailton
- Airton Pavilhão
- Alcindo
- Altemir
- Anderson
- Ânderson Lima
- Ânderson Polga
- André Catimba
- Áureo
- Arílson
- Artigas
- Jorge Baidek
- Baltazar
- Batista
- Calvet
- Carlos Eduardo
- Carlos Miguel
- César Santin
- China
- Chistian
- Cláudio Pitbull
- Cuca
- Delém
- Danrlei
- Dener
- Dinho
- Eder
- Eduardo Costa

- Edinho
- Ênio Rodrigues
- Emerson
- Émerson Leão
- Everaldo
- Fernando Menegazzo
- Galatto
- Gélson
- Gessy
- Gilberto
- Iúra
- Jardel
- João Severiano
- Juarez
- Lara
- Lucas Leiva
- Luís Carlos Goiano
- Luís Eduardo
- Luiz Mário
- Manga
- Marcelinho Paraíba
- Mário Sérgio
- Marino
- Mauro Galvão
- Mazarópi
- Milton Kuelle
- Nildo
- Oberdan

- Ortunho
- Paulo Isidoro
- Paulo Nunes
- Paulo Roberto
- Pingo
- Renato Portaluppi
- Rodrigo Fabri
- Roger
- Ronaldinho Gaúcho
- Sandro Goiano
- Sérgio Moacir
- Tarciso
- Tesourinha
- Tcheco
- Tinga
- Valdir Espinosa
- Valdo
- Zé Alcino
- Zinho

Argentina
- Leonardo Astrada
- Agustín Cejas
- Germinaro
- Maxi López
- Oberti
- Alejandro Sabella
- Sebastián Saja
- Rolando Schiavi
- Héctor Scotta

Cile
- Fernando Astengo
- Jean Beausejour

Inghilterra
- Cox[8]

Germania 
- Black
- Booth
- Grunewald
- Kallfelz
- Koch
- Kuntz
- Mohrdieck
- Schuback

Paraguay
- Francisco Arce
- Diego Gavilán
- Catalino Rivarola

Uruguay
- Sebastián Abreu
- Atilio Ancheta
- Julian Bertola
- Walter Corbo
- Hugo De León
- Obdulio Trasante
- Luis Suárez

### Vincitori di titoli
Campioni del mondo
- Everaldo (Messico 1970)
- Ânderson Polga (Corea del Sud-Giappone 2002)
- Luizão (Corea del Sud-Giappone 2002)

Campioni del Sudamerica
- Everton (Brasile 2019)
- Gonzalo Montiel (Brasile 2019)
- Julián Álvarez (Brasile 2019)

Calciatori campioni olimpici di calcio
- Luan Vieira (Rio de Janeiro 2016)
- Walace (Rio de Janeiro 2016)

## Palmarès

### Competizioni nazionali
- Campionato brasiliano: 2

1981, 1996
- Coppa del Brasile: 5

1989, 1994, 1997, 2001, 2016
- Supercoppa del Brasile: 1

1990
- Campeonato Brasileiro Série B: 1

2005

### Competizioni internazionali
- Coppa Intercontinentale: 1

1983
- Coppa Libertadores: 3  (record brasiliano a pari merito con Flamengo, Palmeiras, Santos e San Paolo)

1983, 1995, 2017
- Recopa Sudamericana: 2

1996, 2018

### Competizioni statali
- Campionato Gaúcho: 43

1921, 1922, 1926, 1931, 1932, 1946, 1949, 1956, 1957, 1958, 1959, 1960, 1962, 1963, 1964, 1965, 1966, 1967, 1968, 1977, 1979, 1980, 1985, 1986, 1987, 1988, 1989, 1990, 1993, 1995, 1996, 1999, 2001, 2006, 2007, 2010, 2018, 2019, 2020, 2021, 2022, 2023, 2024
- Recopa Gaúcha: 5

2019, 2021, 2022, 2023, 2025
- Campionato di Porto Alegre: 31

1904, 1905, 1906, 1907, 1911, 1912, 1914, 1915, 1919, 1920, 1921, 1922, 1923, 1925, 1926, 1930, 1931, 1932, 1933, 1935, 1937, 1938, 1939, 1940, 1946, 1949, 1956, 1957, 1958, 1959, 1960
- Copa FGF: 1

2006
- Coppe Wanderpreiss: 8

1904, 1905, 1906

### Competizioni giovanili
- Campionati brasiliani giovanili: 2

2008, 2009
- Copa Macaé giovanile: 1

2004
- Coppe Santiago di calcio giovanile: 5

1995, 1996, 1997, 1998, 2000
- Trofeo Dossena: 1

2008
- Blue Stars/FIFA Youth Cup: 1

2001

## Record
- Il 18 luglio 1909 il Grêmio batté l'Internacional 10-0[9]. Quello fu il primo di una lunga serie di derby di Porto Alegre; fu anche la stracittadina con il maggior scarto nel punteggio: ovviamente, ancora oggi quella vittoria è ricordata con orgoglio dai Gremistas (i tifosi del Grêmio).
- Il 25 agosto 1912 il Grêmio batté il Nacional de Porto Alegre 23-0. Sisson segnò 14 gol, per quella che è tutt'oggi la vittoria del Grêmio con il maggiore scarto.
- Il 19 maggio 1935 il Grêmio divenne il primo team del Rio Grande do Sul a riuscire a vincere contro un team paulista: l'Immortal batté il Santos per 3-2. Inoltre, fu la prima squadra non carioca a disputare un incontro nel Maracanã. I portoalegrensi sconfissero il Flamengo per 3-1, nel 1950.
- Il 25 febbraio 1959 il Grêmio batté il Boca Juniors 4-1 a Buenos Aires, diventando così la prima squadra non argentina a vincere sul Boca nel stadio della Bombonera.

## Tifoseria

### Torcidas
Le seguenti sono le torcidas organizzate dei tifosi del Grêmio:
- Geral do Grêmio
- Super Raça Gremista
- Garra Tricolor
- Torcida Jovem do Grêmio

### Rivalità
Con il passare degli anni, il Grêmio e l'altra principale squadra di Porto Alegre, l'Internacional, hanno maturato una forte rivalità. Presto il derby tra le due squadre fece registrare record di spettatori, e assunse il nome di Gre-Nal (Gremio-Internacional). Al giorno d'oggi, in occasione della stracittadina, le strade si riempiono di tifosi appassionati: la rivalità è così forte che per molti abitanti del Rio Grande do Sul (i gaúchos) e di Porto Alegre l'azzurro è il colore opposto al rosso.